# Panneau d'interdiction aux véhicules affectés au transport de marchandises en France
La signalisation d'interdiction d'accès d’une rue ou d’un espace ouvert à la circulation aux véhicules affectés au transport de marchandises se fait en France à l'aide du panneau circulaire à fond blanc, bordé d’une couronne rouge et portant en son centre un pictogramme représentant un camion. Ce panneau est codé B8.

## Histoire
Avant 1977, on pouvait trouver, en dessous du dessin du camion, la limite en tonnes. Aujourd'hui, celle-ci est inscrite sur un panonceau.

## Usage
L'inscription d'un chiffre de tonnage sur un panonceau de catégorie M4f signifie que l'interdiction ne s'applique que si le poids total autorisé en charge ou le poids total roulant autorisé du véhicule ou de l'ensemble de véhicules couplés dépasse ce chiffre.
Lorsque cette prescription comporte certaines modalités d'application (par exemple : interdit de 9 heures à 18 heures), celles-ci sont mentionnées sur un panonceau d'indications diverses M9.

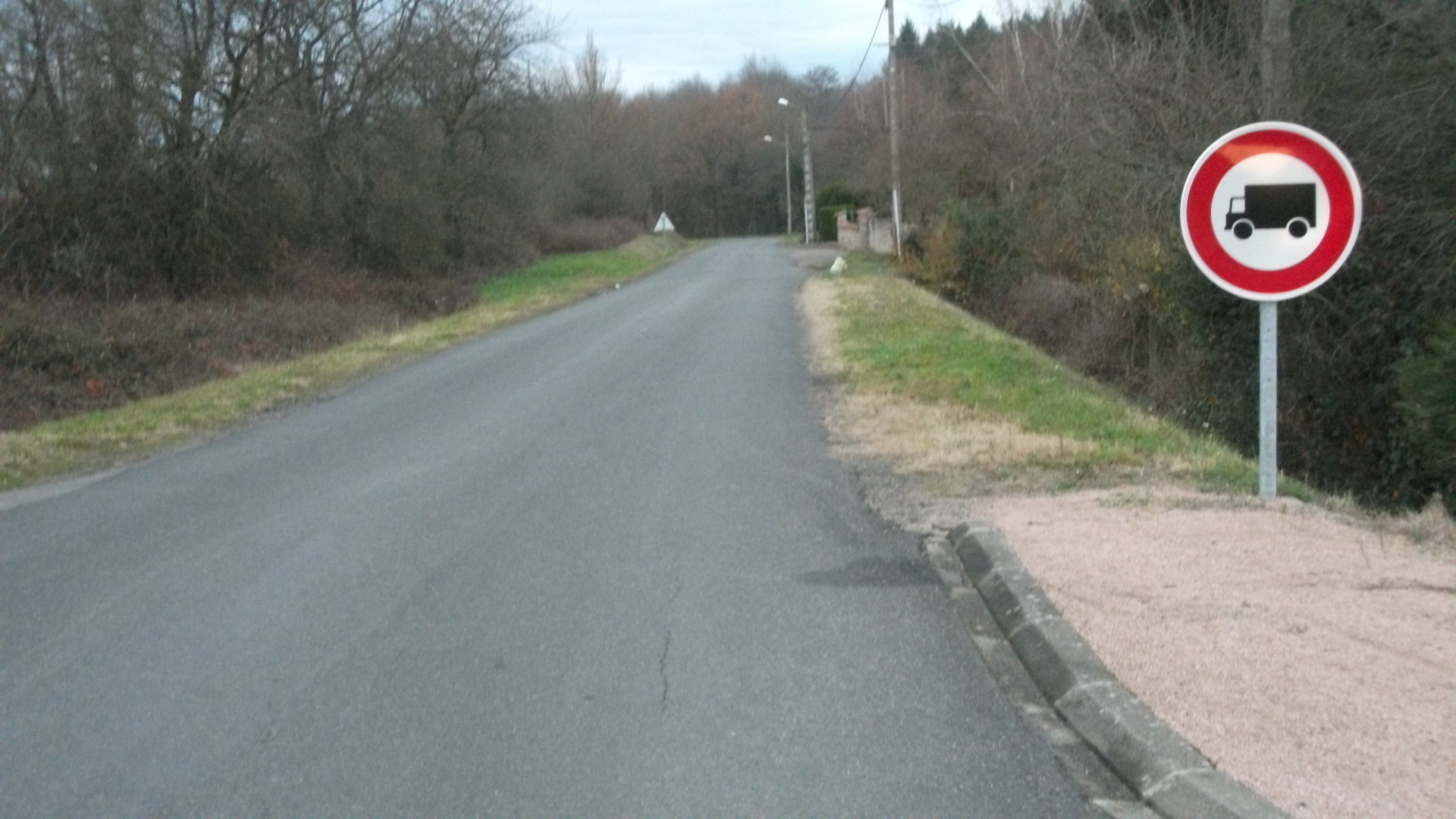
Cette route est interdite aux véhicules transportant des marchandises (cas du panneau utilisé seul)[1].
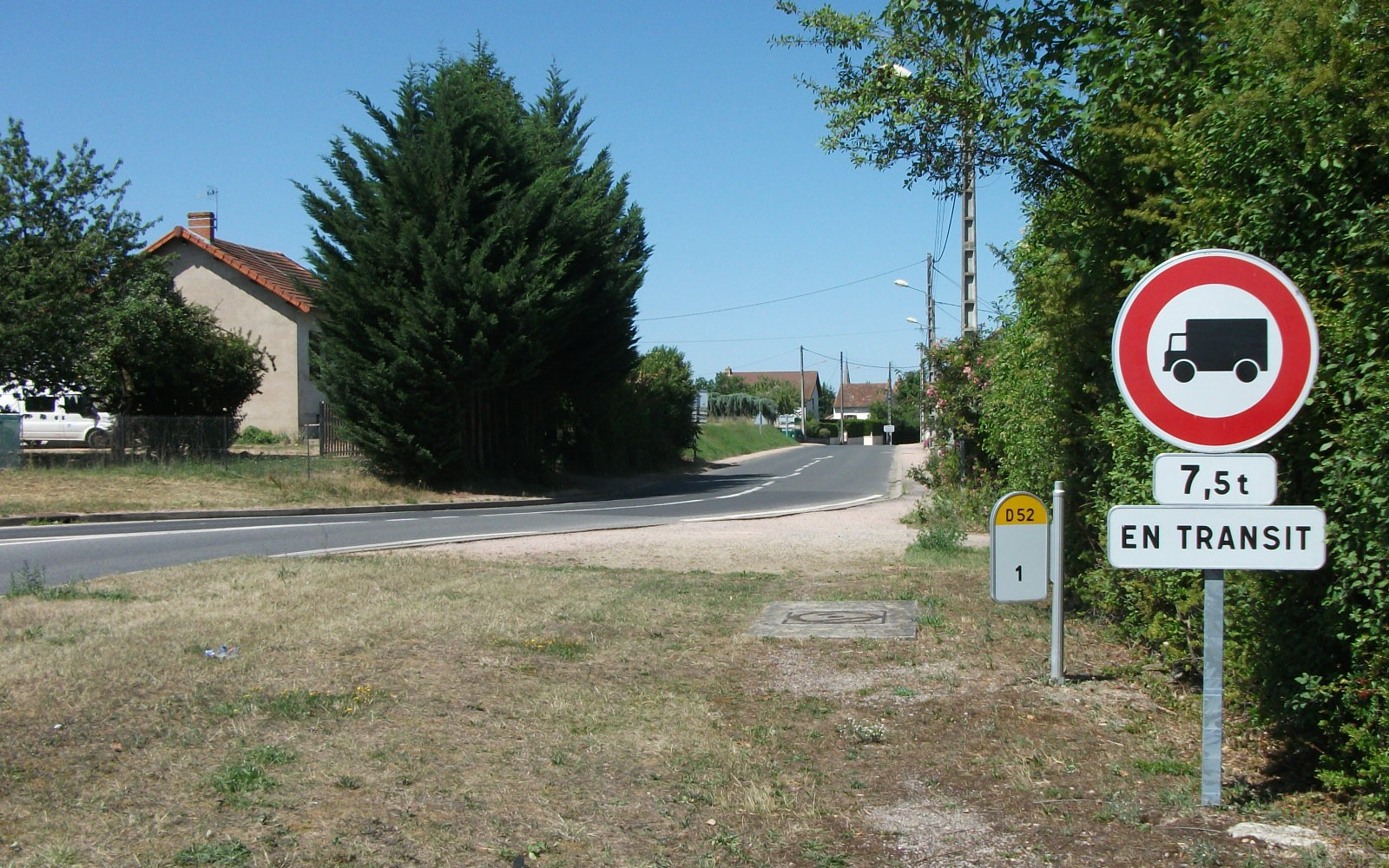
Cette route est interdite aux véhicules de transport de marchandises de plus de 7,5 tonnes en transit.

Le panneau d'interdiction aux véhicules de transport de marchandises, suivi du panonceau TRANSIT, interdit tout transport de marchandises ; cependant il autorise une livraison ou un accès aux riverains.
Ce panneau utilisé seul ne comporte aucune notion de minimum de tonnage, il concerne tous les véhicules répertoriés comme "utilitaires" sur la carte grise, c'est-à-dire que cela inclut ceux d'un PTAC inférieur à 3,5 tonnes et dont la case J.1 de la "carte grise" comporte "CTTE".

## Caractéristiques
Il existe cinq gammes de dimensions de panneaux de prescription.

## Implantation

### Implantation longitudinale
Les panneaux de prescription du type B8 sont placés au voisinage immédiat de l'endroit où la prescription commence à s'imposer. Ils doivent être répétés après chaque intersection autre que celles avec des voies privées non ouvertes à la circulation publique ou des chemins de terre.

### Distance du bord de chaussée

Implantation d'un panneau de prescription sur trottoir en agglomération.

Sauf contrainte de site, la distance entre l'aplomb de l'extrémité du panneau situé du côté de la chaussée et la rive voisine de cette extrémité ne doit pas être inférieure à 0,70 m.
En rase campagne, les panneaux sont placés en dehors de la zone située en bord de chaussée et traitée de telle façon que les usagers puissent y engager une manœuvre de redirection ou de freinage dite « zone de récupération », ou leur support au minimum à 2 m du bord voisin de la chaussée, à moins que des circonstances particulières s'y opposent (accotements étroits, présence d'une plantation, d'une piste cyclable, d'une voie ferrée, etc.).
En agglomération, les panneaux sont placés de manière à minimiser la gêne des piétons.
Le support d'un signal peut aussi être implanté sur une propriété riveraine ou ancré à une façade après accord du propriétaire ou par application si cela est possible en vertu du décret-loi du 30 octobre 1935 et du décret 57-180 du 16 février 1957.

### Hauteur au-dessus du sol
En rase campagne, la hauteur réglementaire est fixée en principe à 1 m (si plusieurs panneaux sont placés sur le même support, cette hauteur est celle du panneau inférieur), hauteur assurant généralement la meilleure visibilité des panneaux frappés par les feux des véhicules. Elle peut être modifiée compte tenu des circonstances locales soit pour assurer une meilleure visibilité des panneaux, soit pour éviter qu'ils masquent la circulation.
En agglomération, lorsqu’il y a un éclairage public, les panneaux peuvent être placés à une hauteur allant jusqu'à 2,30 m pour tenir compte notamment des véhicules qui peuvent les masquer, ainsi que de la nécessité de ne gêner qu'au minimum la circulation des piétons.

### Position de la face
Le plan de face avant d'un panneau implanté sur accotement ou trottoir doit être légèrement incliné de 3 à 5° vers l'extérieur de la route afin d'éviter le phénomène de réflexion spéculaire qui peut, de nuit, rendre le panneau illisible pendant quelques secondes.

## Visibilité de nuit
Les panneaux et panonceaux de signalisation doivent être visibles et garder le même aspect de nuit comme de jour. Les signaux de danger sont tous rétroréfléchissants ou éventuellement dans certaines conditions définies ci-dessous, éclairés.
Les revêtements rétroréfléchissants doivent avoir fait l'objet, soit d'une homologation, soit d'une autorisation d'emploi à titre expérimental. La rétroréflectorisation porte sur toute la surface des panneaux et panonceaux à l'exception des parties noires ou grises.